# Love Poems and Others

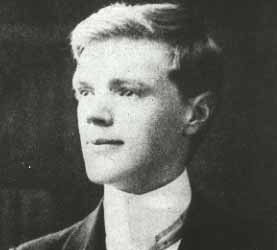
David Herbert Lawrence w 1906

 Love Poems and Others – tomik wierszy angielskiego poety i prozaika Davida Herberta Lawrence’a, opublikowany w 1913 w Londynie nakładem oficyny Duckworth and Co. Zbiorek dzieli się na trzy części, Love Poems, Dialect Poems i The Schoolmaster. Tomik ma nieco ponad sześćdziesiąt stron. W tomie znalazły się między innymi utwory Red moon-Rise, Return, The Appeal i Morning Work.